# بی‌خدایی در عصر روشنگری

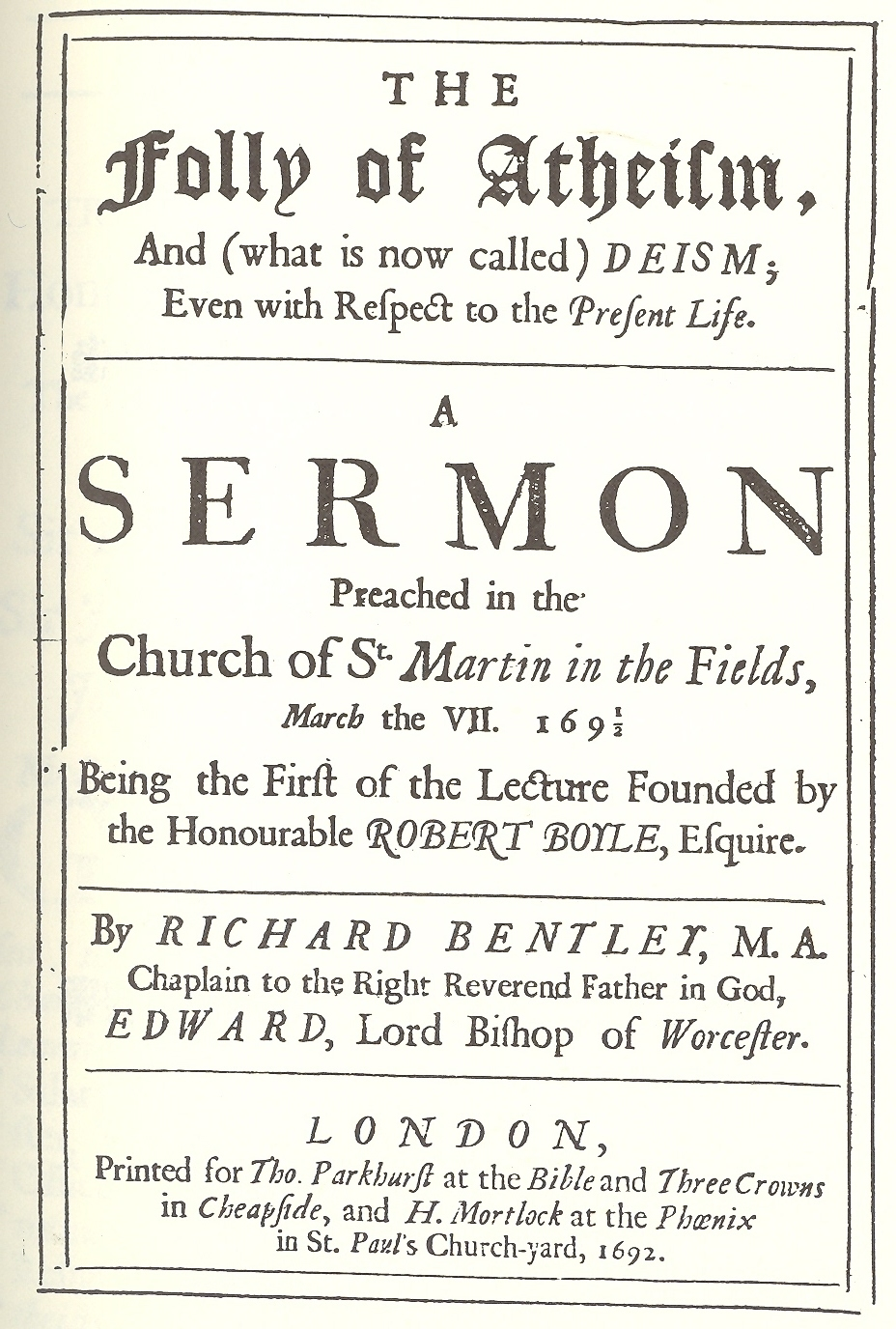
دیباچه کتاب نابخردی بی‌خدایی اثر دین‌شناس انگلیسی ریچارد بنتلی، ۱۶۹۲

بی‌خدایی، با تعریفی که دالامبر و دیدرو در آنسیکلوپدی می‌کنند «عقیده کسانی است که وجود خدا در جهان را رد می‌کنند. جهل ساده نسبت به خدا، بی‌خدایی تلقی نمی‌شود. برای اینکه کسی با صفت بد بی‌خدا خوانده شود بایستی در ابتدا مفهوم خدا را دانسته و سپس آن را رد کرده باشد.» در دوران روشنگری، بی‌خدایی باز و پذیرفتنی با پیشرفت تساهل دینی ممکن شد، ولی هنوز با ترغیب شدن فاصله بسیار داشت.
اتهام بی‌خدایی در عصر روشنگری شایع بود، اما بسیاری از کسانی که توسط همکاران خود مظنون بی‌خدایی بودند در واقع با تعریف مدرن بی‌خدا نبودند. دو نفر، دنی دیدرو و بارون دولباخ از این قاعده مستثنی بودند و به صورت عمومی در اروپای این دوره بی‌خدایی خود را اعلام کردند. افراد دیگر، مثل تامس هابز به علت تفاسیر ماتریالیستی خود از کتاب مقدس بی‌خدا شناخته می‌شدند -دوست او هنری هاموند وی را یک «یی‌خدای مسیحی» می‌خواند. به دیوید هیوم، به خاطر نگارش تاریخ طبیعی دین اتهام بی‌خدایی زده شد. پییر بل به خاطر دفاع از احتمال وجود یک جامعه بی‌خدای اخلاقی در واژه‌نامه انتقادی بی‌خدا پنداشته می‌شد؛ و باروخ اسپینوزا بارها به علت داشتن عقاید «پانتئیستی» بی‌خدا نامیده می‌شد. با این حال، هر سه در برابر این اتهامات از خود دفاع کردند.